# Fragile (chanson de Namewee)
Pour les articles homonymes, voir Fragile.

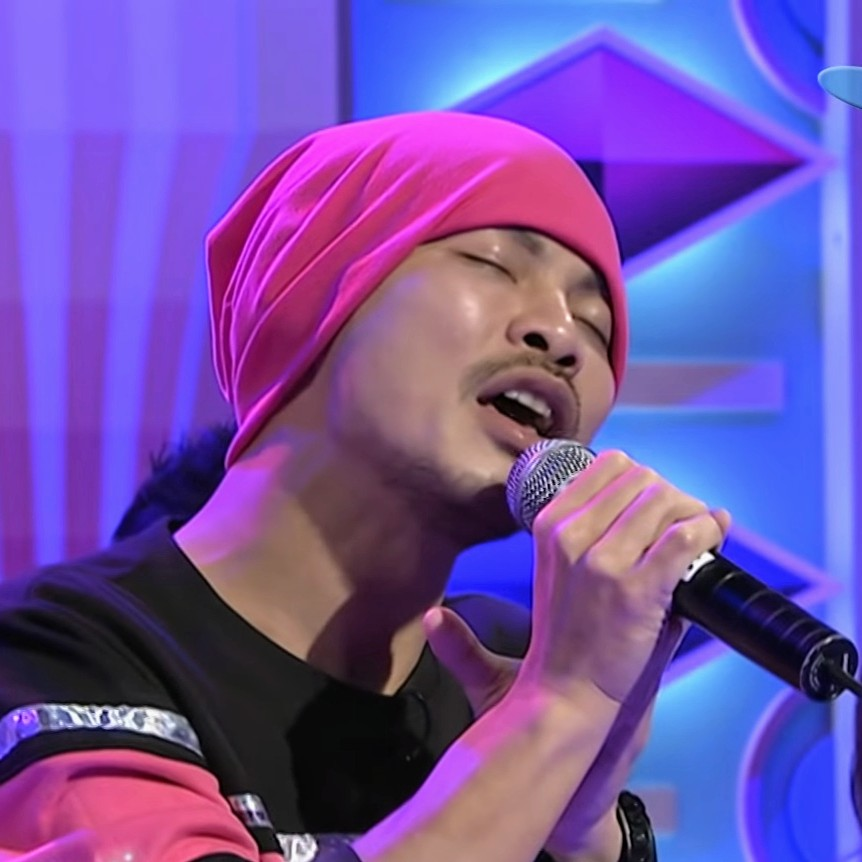
Namewee

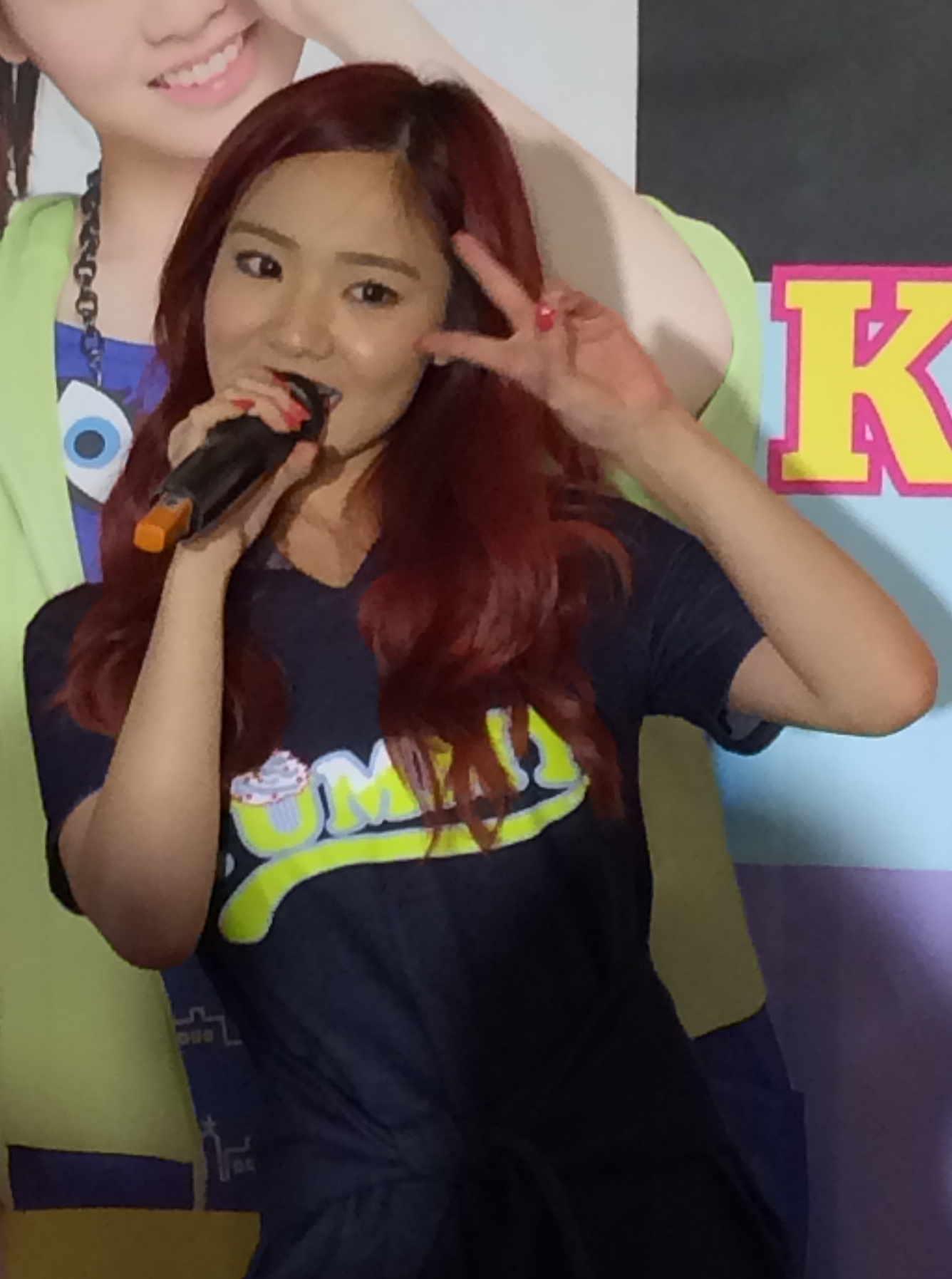
Kimberley Chen

Fragile (chinois: 玻璃心) est un single en mandarin du chanteur malaisien Namewee et de la chanteuse australienne Kimberley Chen, sorti le 15 octobre 2021. Sur YouTube, la chanson a été vue plus de 15 millions de fois en quelques jours et a occupé la première place des tendances musicales de Hong Kong, Taiwan et Singapour pendant plusieurs semaines. Écrit en duo pop comique et mettant en vedette un panda dansant dans le clip, "Fragile" ridiculise la fragilité des Internautes chauvins chinois, et évoque les problèmes sociaux en Chine, le statut politique de Taiwan, les camps d'internement du Xinjiang, et la censure en Chine,,.

## Réponses

### Weibo
En Chine, Sina Weibo a bloqué les comptes de Namewee et Kimberley Chen, tandis que d'autres plateformes chinoises telles que TikTok et Baidu Tieba ont également caché la chanson après sa sortie.

### Kimberley Chen
Dans une publication sur les réseaux sociaux jointe à une version adaptée de Fragile, Kimberley Chen a mentionné qu'elle ne se souciait pas d'être bloquée par Weibo car elle avait des comptes sur d'autres sites,.